# ミノカサゴ属
ミノカサゴ属（Pterois）は中部太平洋からインド洋のサンゴ礁海域に住む有毒の魚で、英語では一般にlionfishと呼ばれる。赤、白、クリーム色や黒色の縞模様を持ち目を引く警告色、よく目立つ胸鰭、有毒の鰭条が特徴である。10余種に分類されているが、研究が進んでいるのは、ハナミノカサゴ、P. milesである。観賞魚としても人気がある。たいてい単独で生活している。夜行性で夜間に小型の甲殻類や小魚などを捕食し、日中は岩陰などに潜んでいる。
ごく最近、属を分割する見解が提唱された（詳しくは次節参照）。

## 種

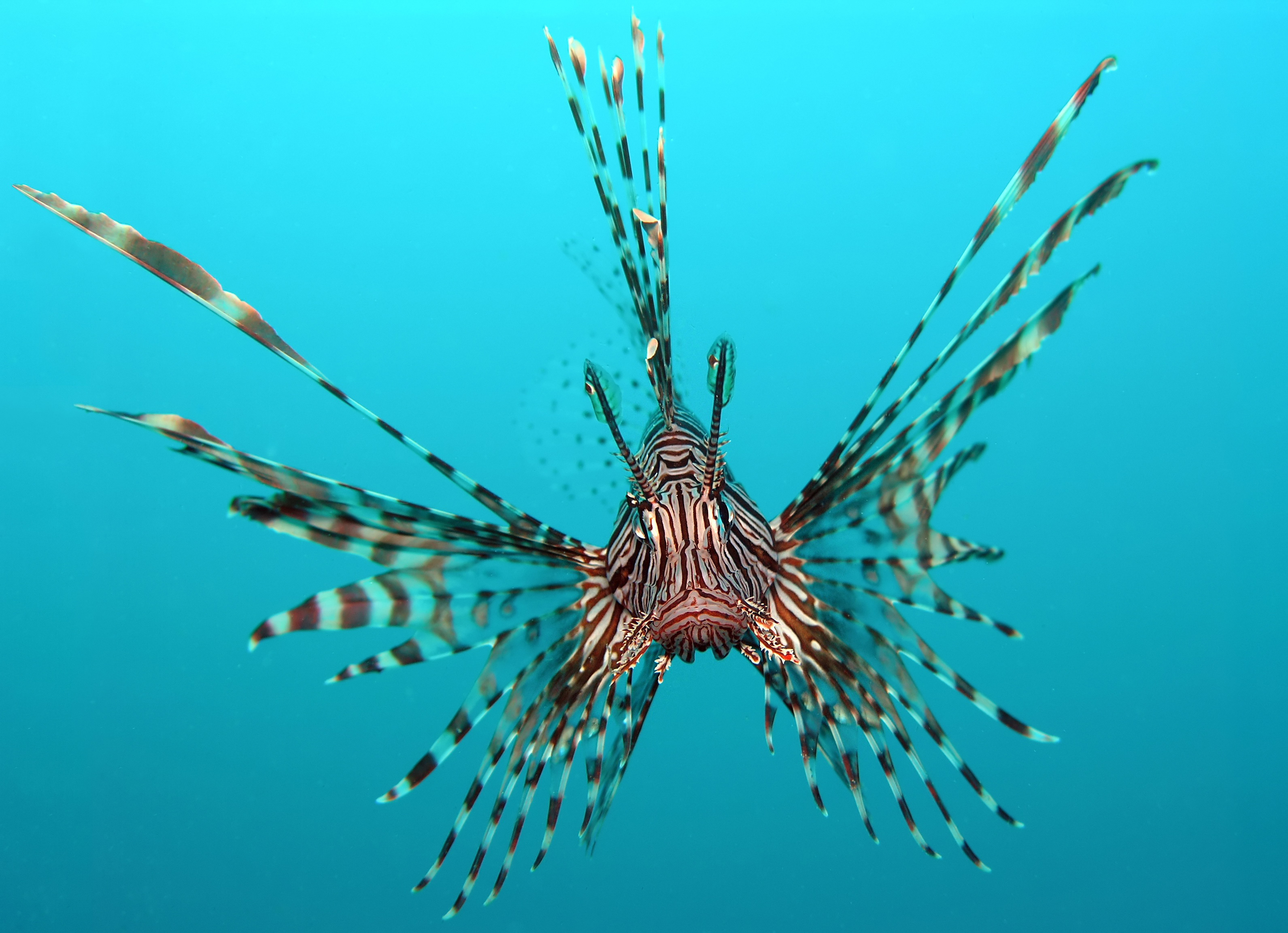
ハナミノカサゴ

FishBaseによれば、ミノカサゴ属には以下の12種が含まれる。
- Pterois andover G. R. Allen & Erdmann, 2008
- ミノカサゴ Pterois lunulata Temminck & Schlegel, 1843 (Luna lionfish)
- Pterois miles (John Whitchurch Bennett, 1828) (Devil firefish)
- Pterois russelii E. T. Bennett, 1831 (Soldier lionfish, red volitans lionfish)
- ハナミノカサゴ Pterois volitans (Linnaeus, 1758) (Red lionfish, volitans lionfish)
- ネッタイミノカサゴ Pterois antennata (Bloch, 1787) (Spotfin lionfish)
- Pterois brevipectoralis (Mandritsa, 2002)
- Pterois cincta Rüppell, 1838 (Red sea lionfish)
- Pterois mombasae (J. L. B. Smith, 1957) (Frillfin turkeyfish)
- ミズヒキミノカサゴ Pterois paucispinula Matsunuma & Motomura, 2014
- キミオコゼ Pterois radiata G. Cuvier, 1829 (Clearfin lionfish)
- Pterois sphex D. S. Jordan & Evermann, 1903 (Hawaiian turkeyfish)

2023年に分子系統解析も含めた分類の見直しの結果、Dendrochirus の一部の種を含む側系統群であるとして、属を分割する見解が提唱された。その場合、上記のうち上の5種がPterois属に帰属し、ネッタイミノカサゴ以下7種はPteropterus属とされた。

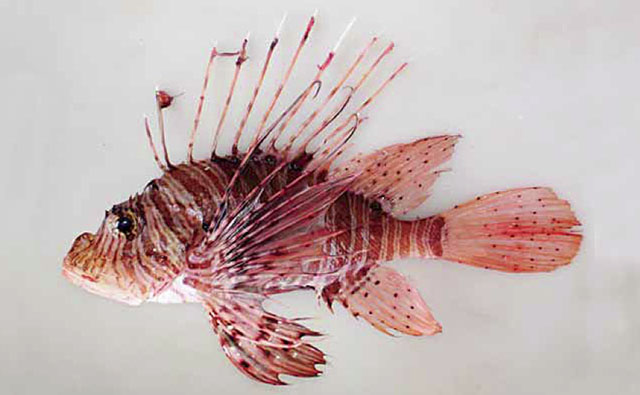
Pterois andover
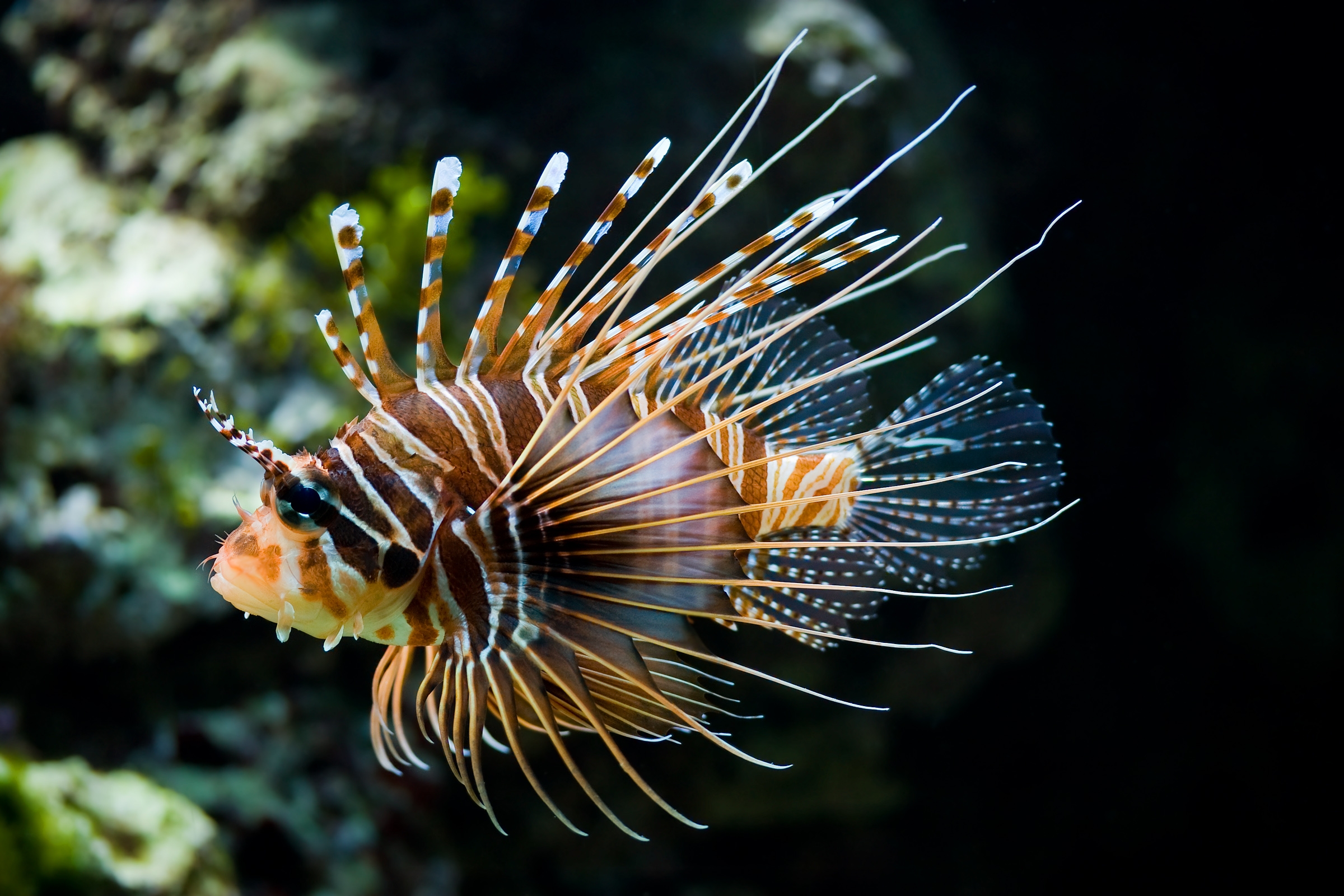
ネッタイミノカサゴ
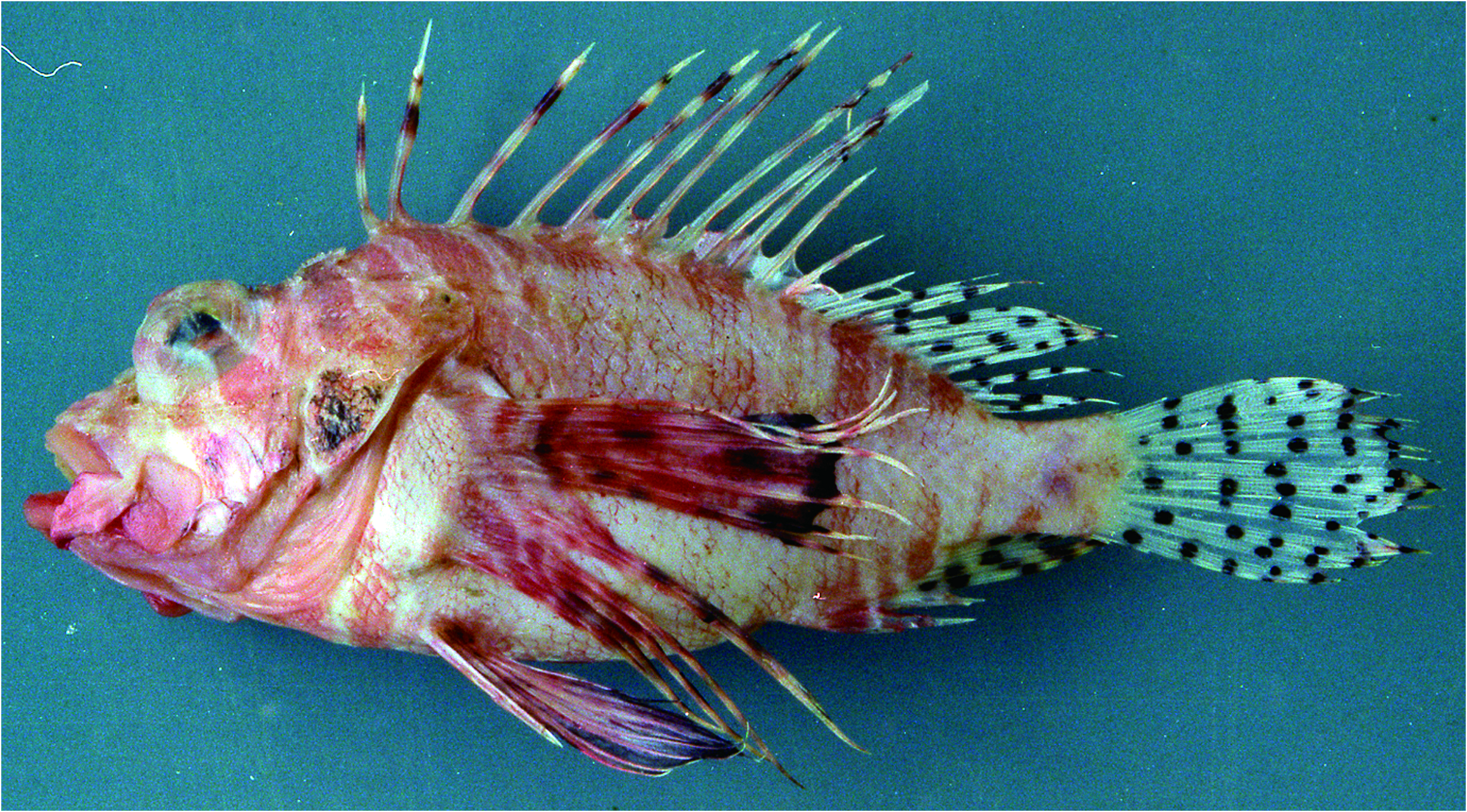
Pterois brevipectoralis
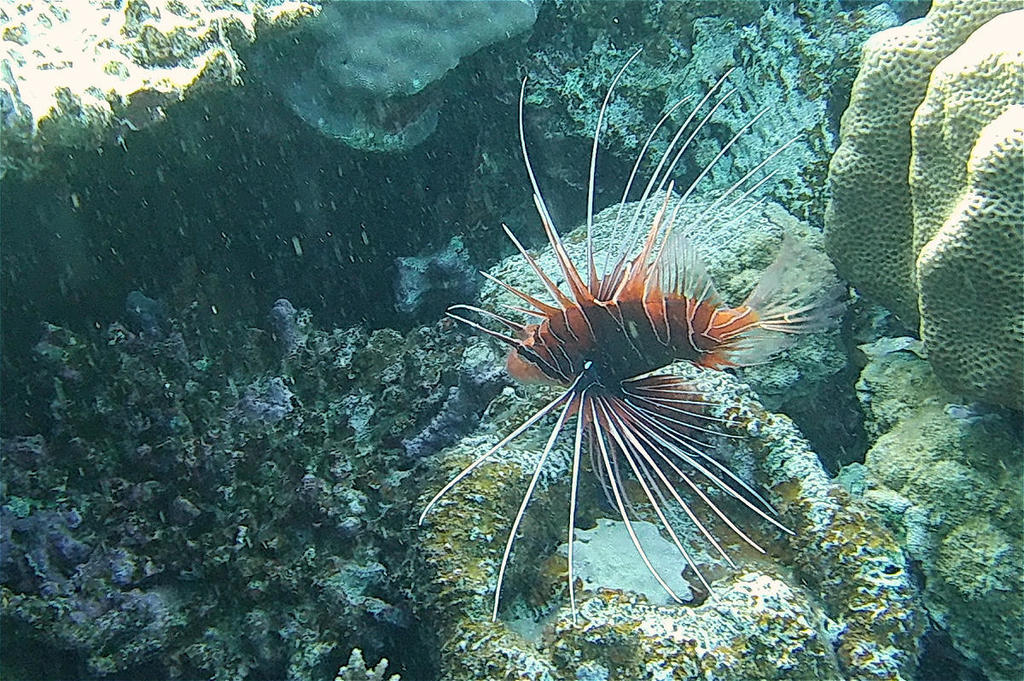
Pterois cincta
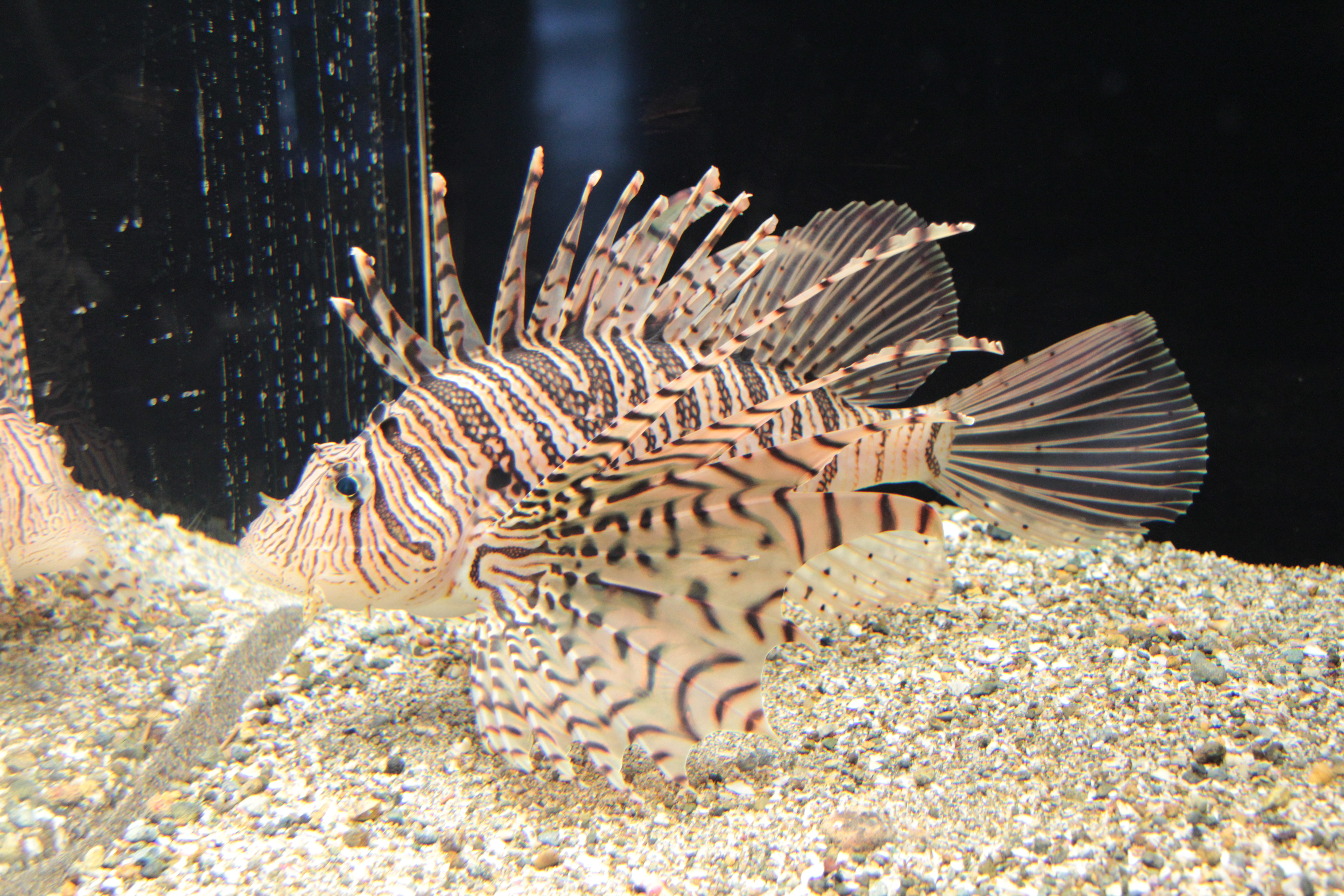
Pterois lunulata
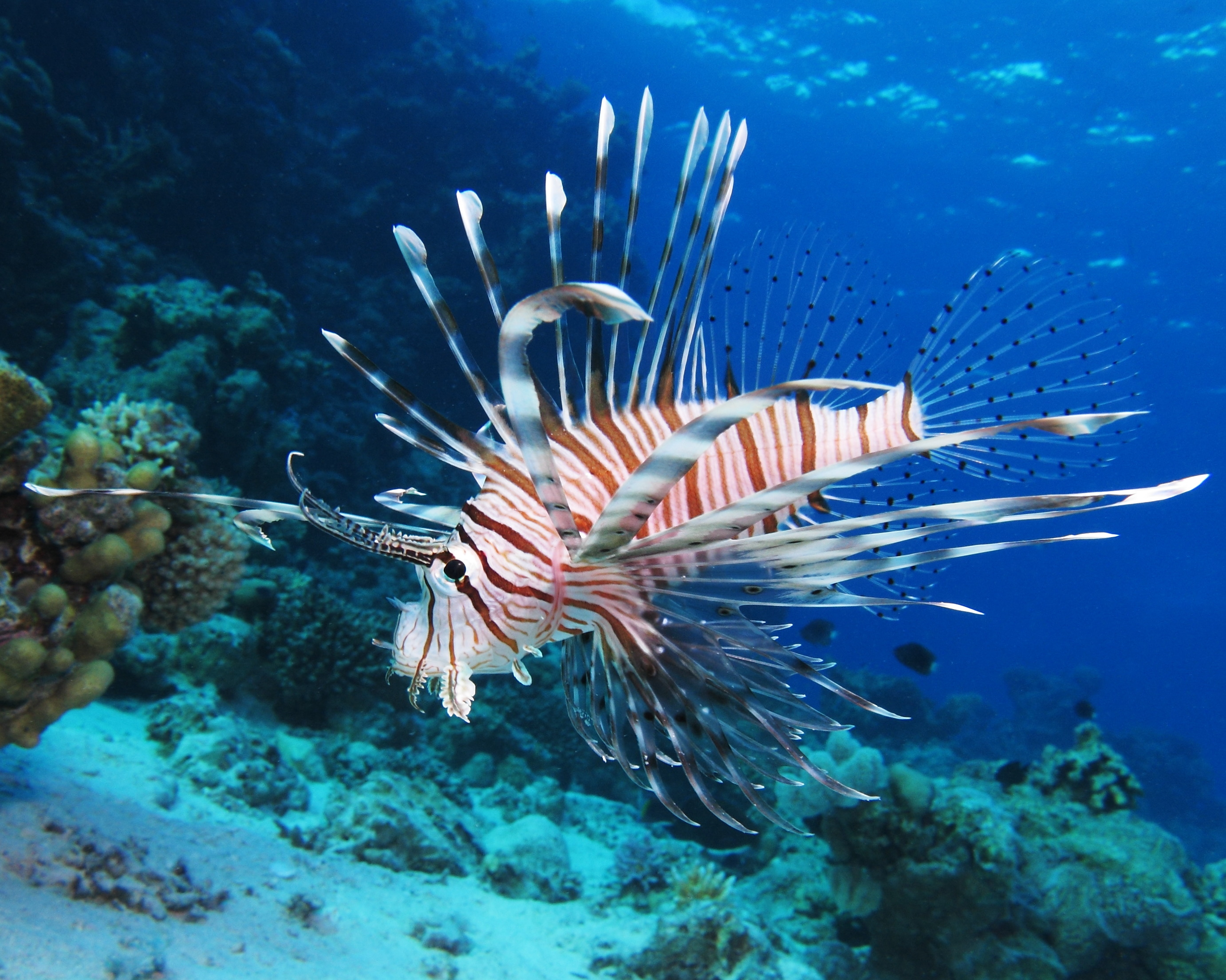
Pterois miles
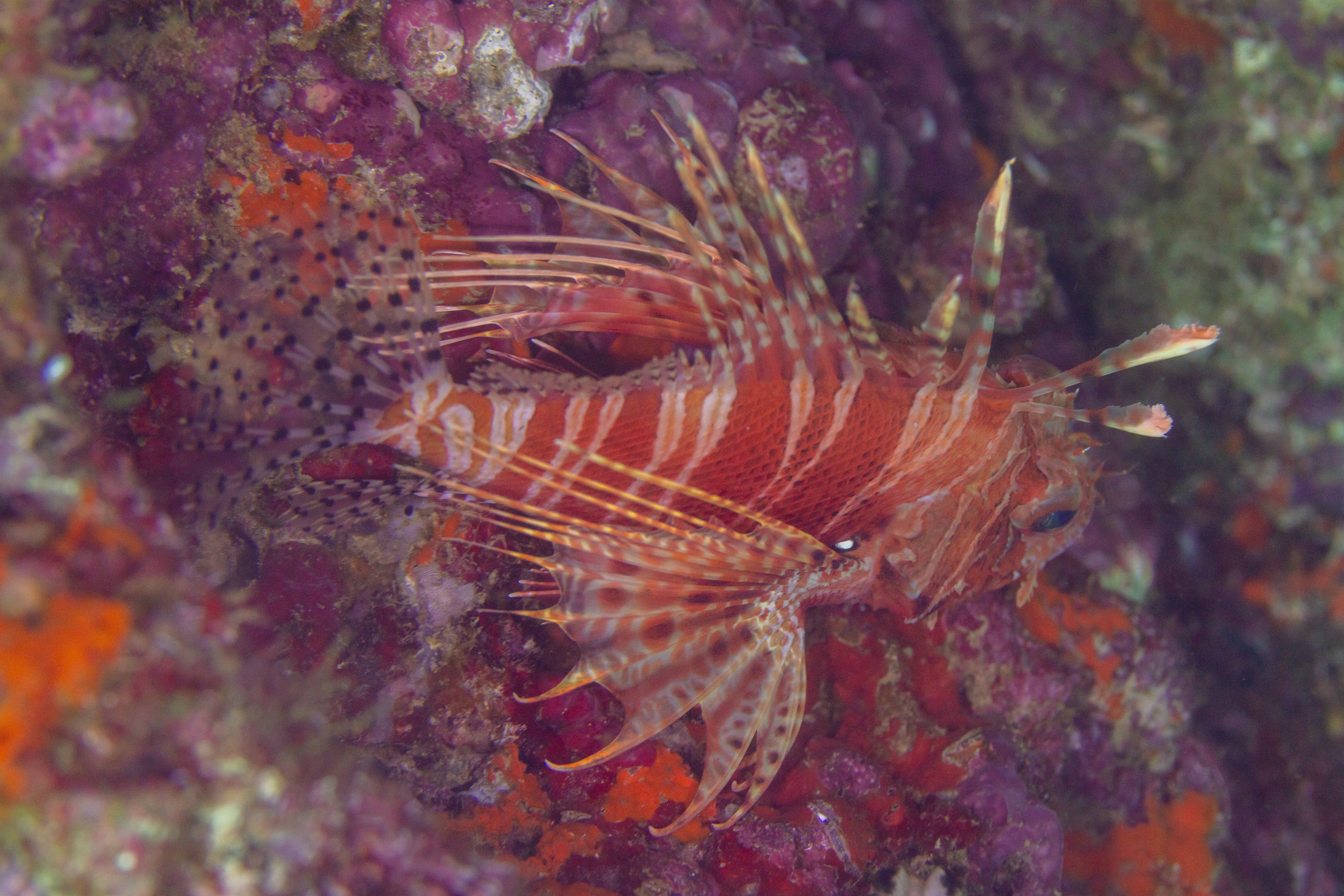
Pterois mombasae
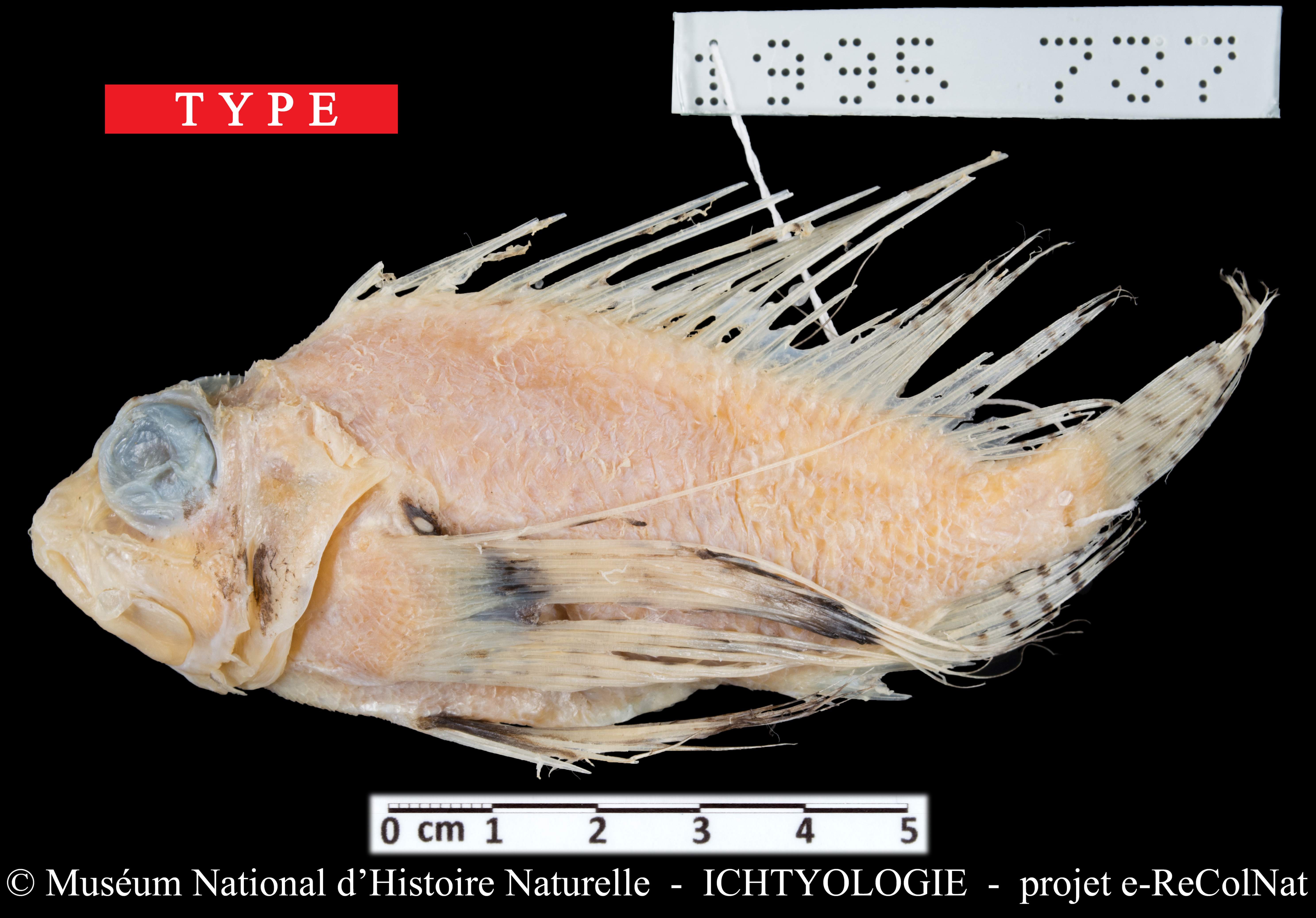
Pterois paucispinula
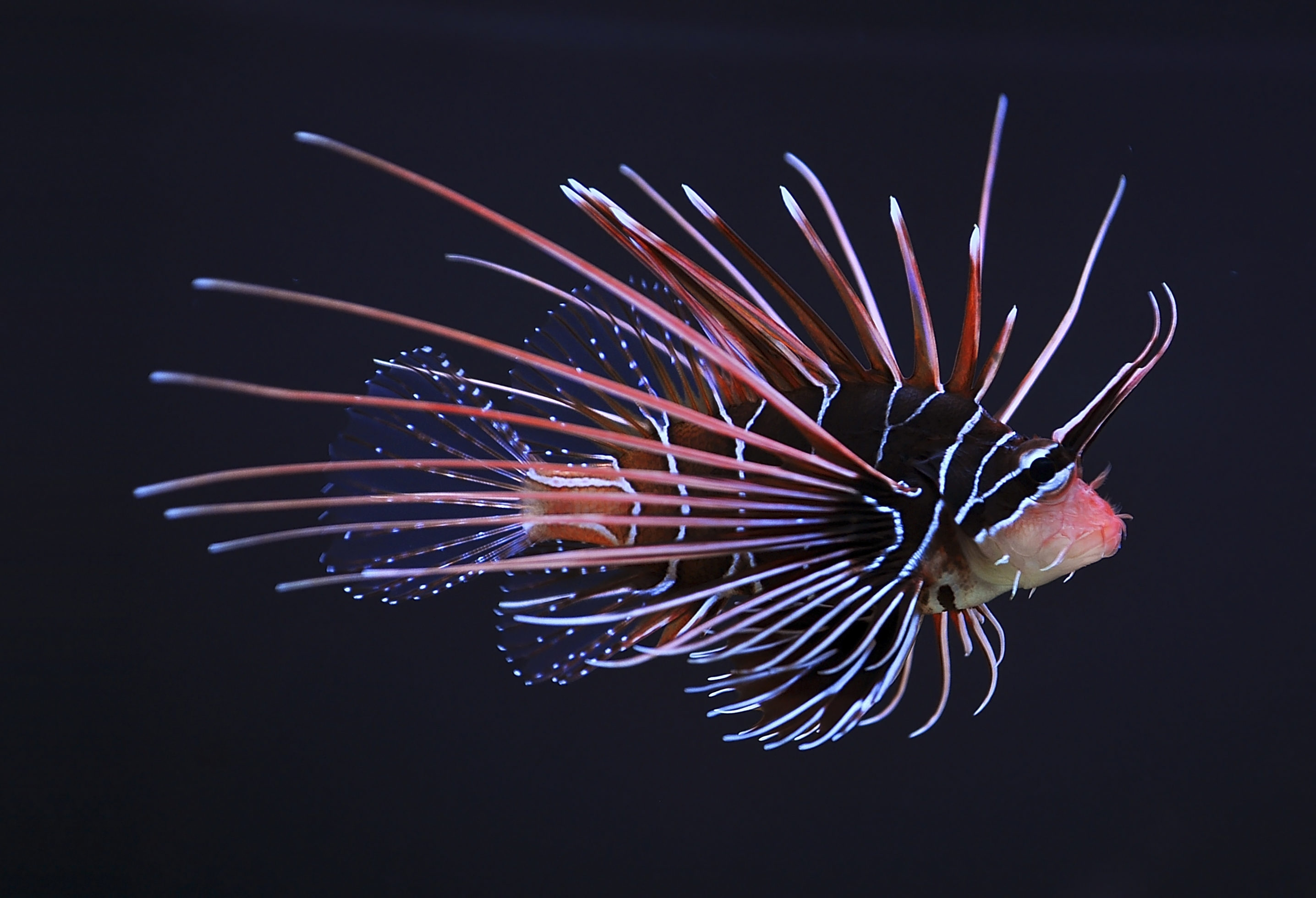
キミオコゼ
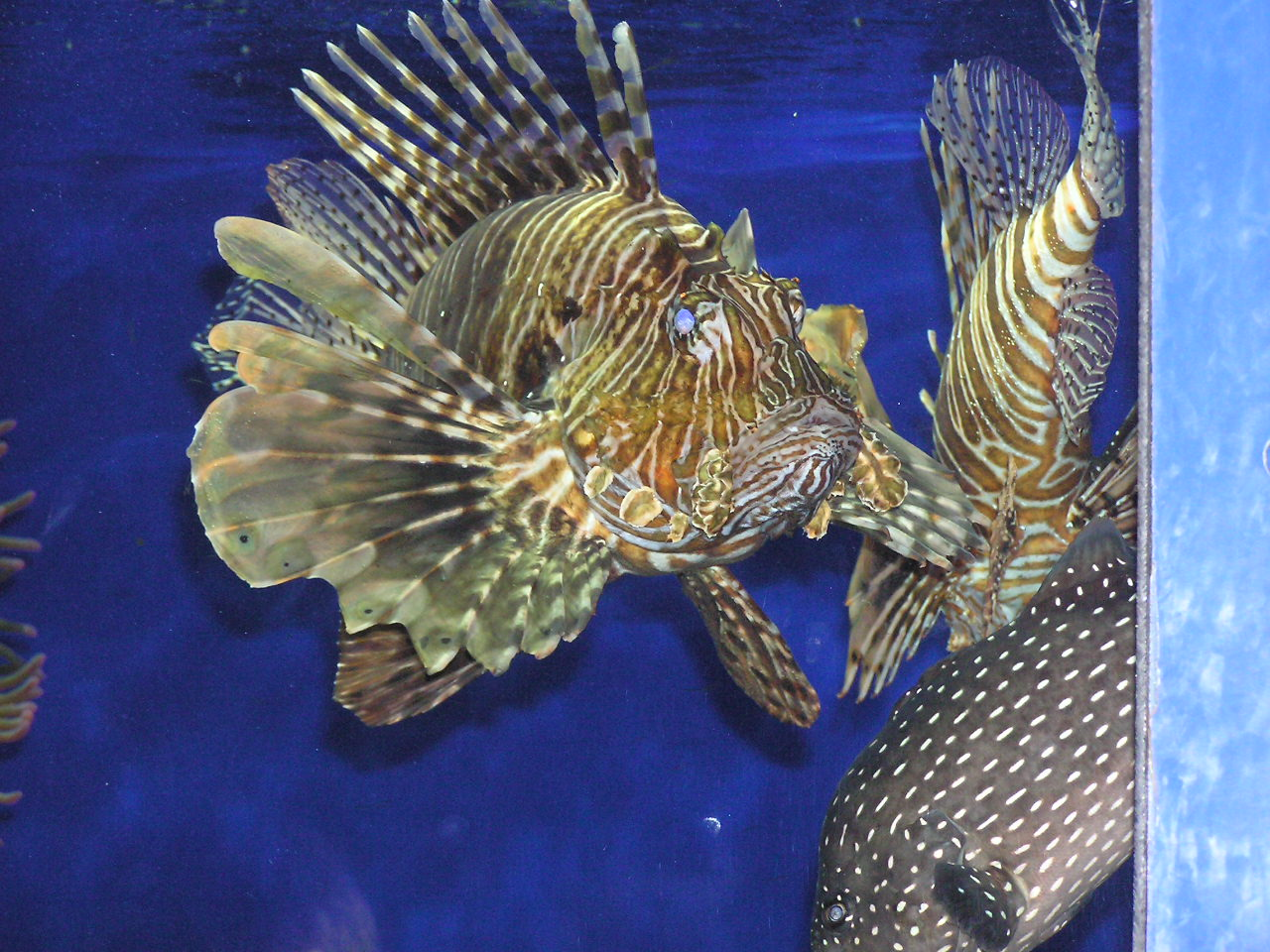
Pterois russelii
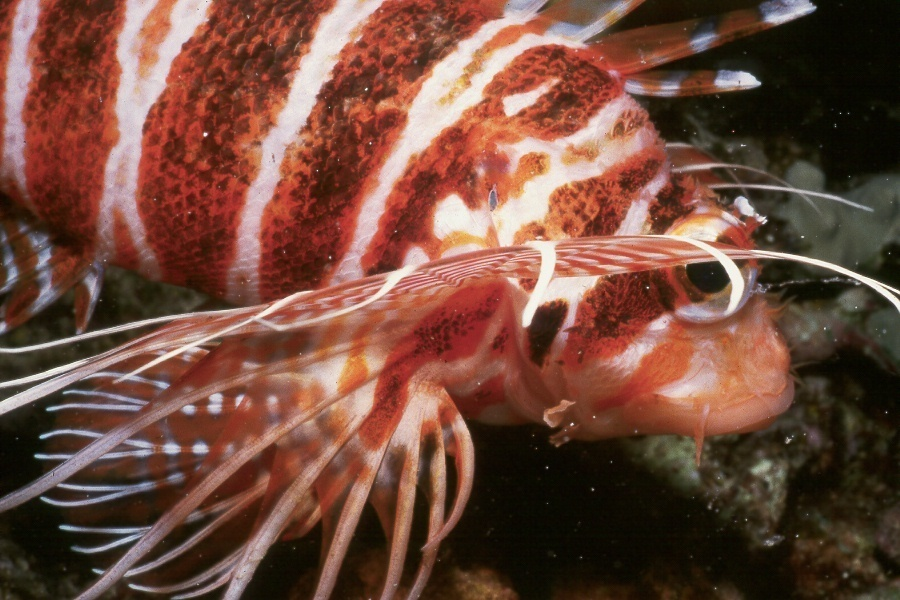
Pterois sphex
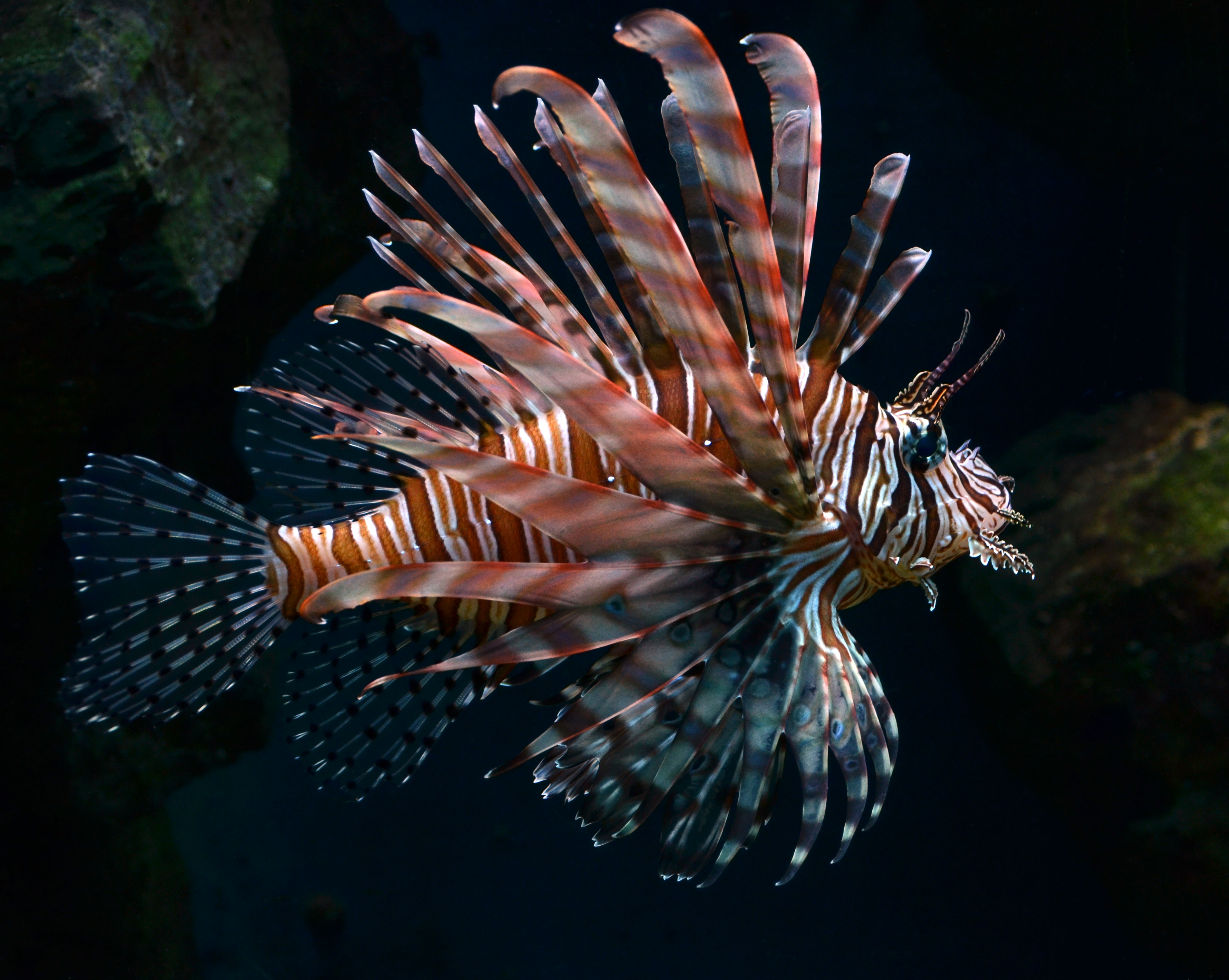
Pterois volitans

## 生態
背ビレと腹ビレ、尻ビレの一部に毒腺があるが、温めると毒による痛みは緩和する。
遊泳速度は遅いが、特殊な浮袋で姿勢を制御する。別種のミノカサゴ同士でもヒレを合図として使用し、群れで小魚を追い詰める狩りを行う。
ミノカサゴは複雑な求愛行動と交尾行動をとる。メスをめぐって、オス同士は毒針を使った戦いを行い。メスは、粘液でまとまった卵塊を2個産卵する。卵塊の粘液は水中で溶けて、卵を散布させる。

## 人間や環境へのかかわり
漁獲が少なく未利用魚となりやすいが、食用となる。

### 外来種とその利用
1980年代から、ハナミノカサゴが西大西洋からカリブ海に、インディアンライオンフィッシュP. milesが地中海に、それぞれ人為的に分布を広げ、外来種として問題になっている。頂点捕食者で手が付けられず、岩陰に隠れて捕まえるのが難しく、サンゴ礁を荒廃させることから、自律型無人潜水機、遠隔操作型潜水機を使った駆除が行われている。ホンジュラスのロアタン海洋公園では、サメを調教して食させている。
食用
これらの外来種を駆逐するため、2010年に米国海洋大気庁（NOAA）は「やっつけられないなら、食べてしまおう！」というキャッチフレーズで食卓のメニューにするキャンペーンをしている。
皮革、ヒレの利用
魚皮は財布、ベルト、ハンドバッグなどに利用されている。また、ヒレやトゲをアクセサリーに加工して販売も行われている。